# Linia Butowskaja

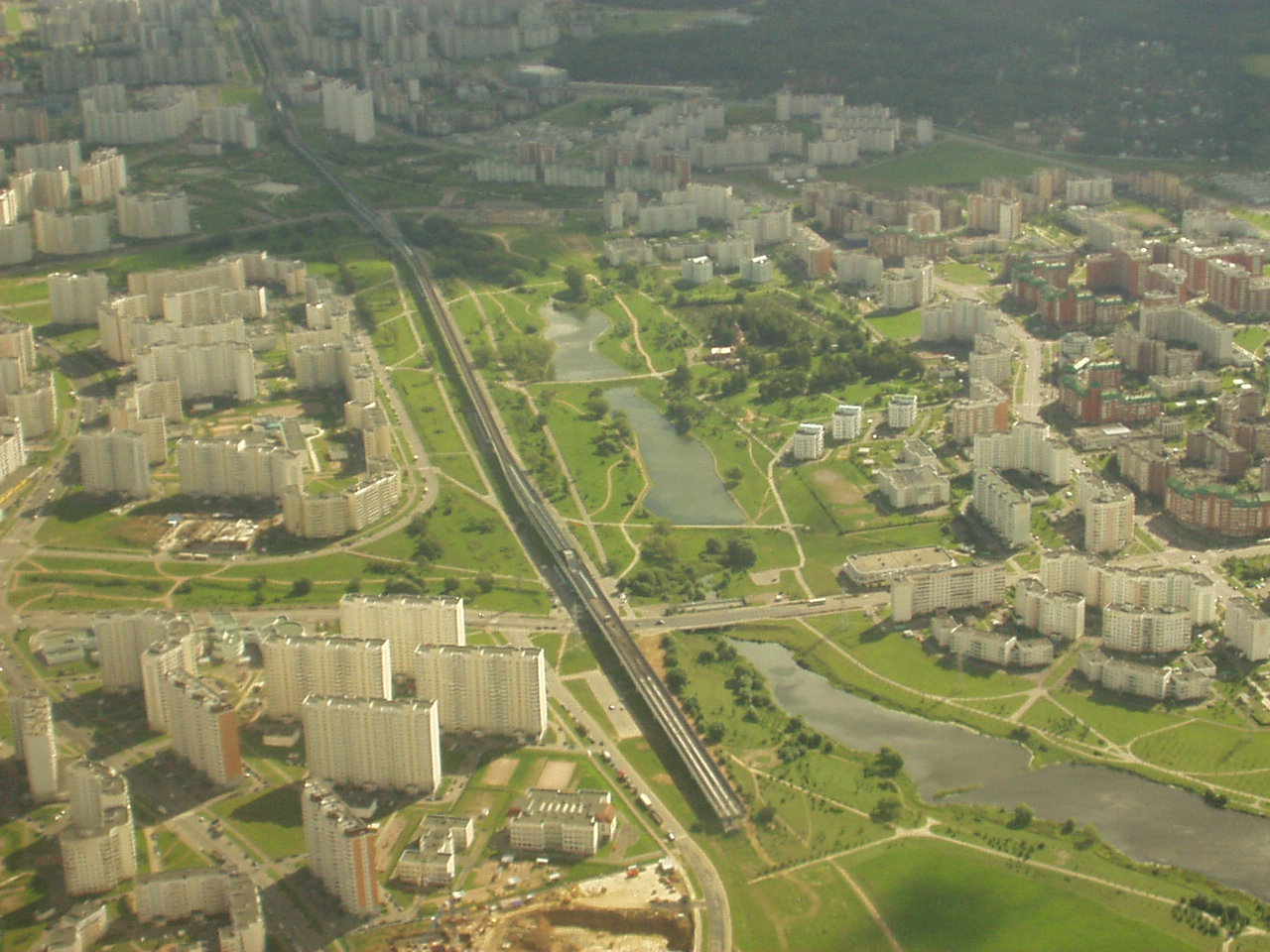
Południowy terminal

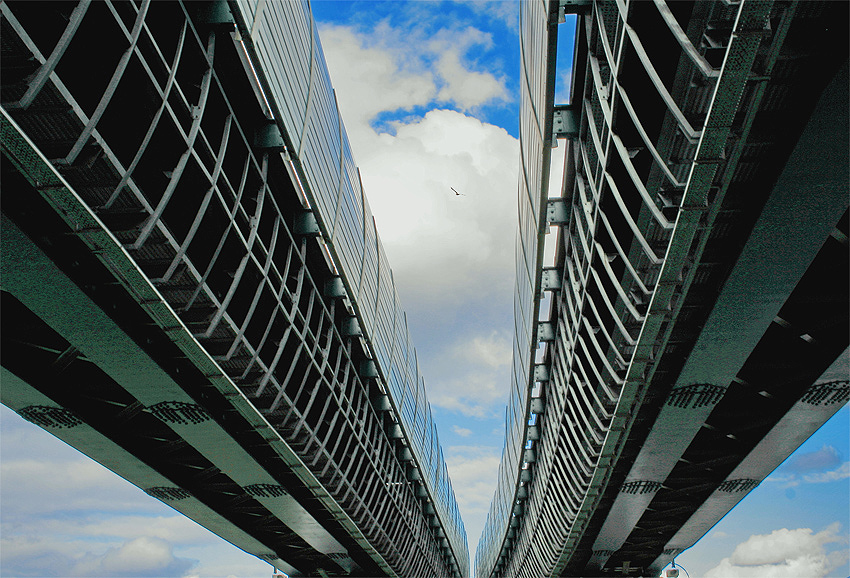
Fragment linii na powierzchni

Linia Butowskaja (ros. Бу́товская линия) – naziemna linia metra moskiewskiego oddana do użytku 27 grudnia 2003. Linia ma długość 10 km i liczy 7 stacji. Położona na południu miasta stanowi przedłużenie linii Kałużsko-Ryskiej i Sierpuchowsko-Timiriaziewskiej. Na mapie oznaczana numerem 12 i jasnoniebieskim kolorem.

## Rozwój
Budowę linii planowano od lat 80., w celu szybkiego skomunikowania obrzeży miasta (rejon Jużnoje Butowo poza obwodnicą MKAD) z centrum. Od końca lat 80. rozpatrywano tę linię jako naziemną (z uwzględnieniem uwag jakie pojawiły się przy eksploatowaniu linii Filowskiej). W 2003 roku otwarto pierwszy odcinek z czterema bliźniaczymi stacjami 10 m ponad poziomem ziemi oraz jedną stacją podziemną. W 2014 miało miejsce otwarcie przedłużenia do stacji Bitcewskij park.
Linia jest obsługiwana przez zajezdnię TCz-8 Warszawskoje (ТЧ-8 «Варшавское») na linii Sierpuchowsko-Timiriaziewskajej.

## Lista stacji
| # | Nazwa (cyrylica)         | Nazwa (trb. łacińska)    | Typ stacji | Otwarcie | Możliwe przesiadki (linia)     | Możliwe przesiadki (stacja) |
| - | ------------------------ | ------------------------ | ---------- | -------- | ------------------------------ | --------------------------- |
| 1 | Битцевский парк          | Bitcewskij park          | Podziemna  | 2014     | Kałużsko-Riżskaja              | Nowojasieniewskaja          |
| 2 | Лесопарковая             | Lesoparkowaja            | Podziemna  | 2014     | –                              | –                           |
| 3 | Улица Старокачаловская   | Ulica Starokaczałowskaja | Podziemna  | 2003     | Sierpuchowsko-Timiriaziewskaja | Bulwar Dmitrija Donskogo    |
| 4 | Улица Скобелевская       | Ulica Skobielewskaja     | Naziemna   | 2003     | –                              | –                           |
| 5 | Бульвар Адмирала Ушакова | Bulwar Admirała Uszakowa | Naziemna   | 2003     | –                              | –                           |
| 6 | Улица Горчакова          | Ulica Gorczakowa         | Naziemna   | 2003     | –                              | –                           |
| 7 | Бунинская аллея          | Buninskaja alleja        | Naziemna   | 2003     | –                              | –                           |

## Galerie

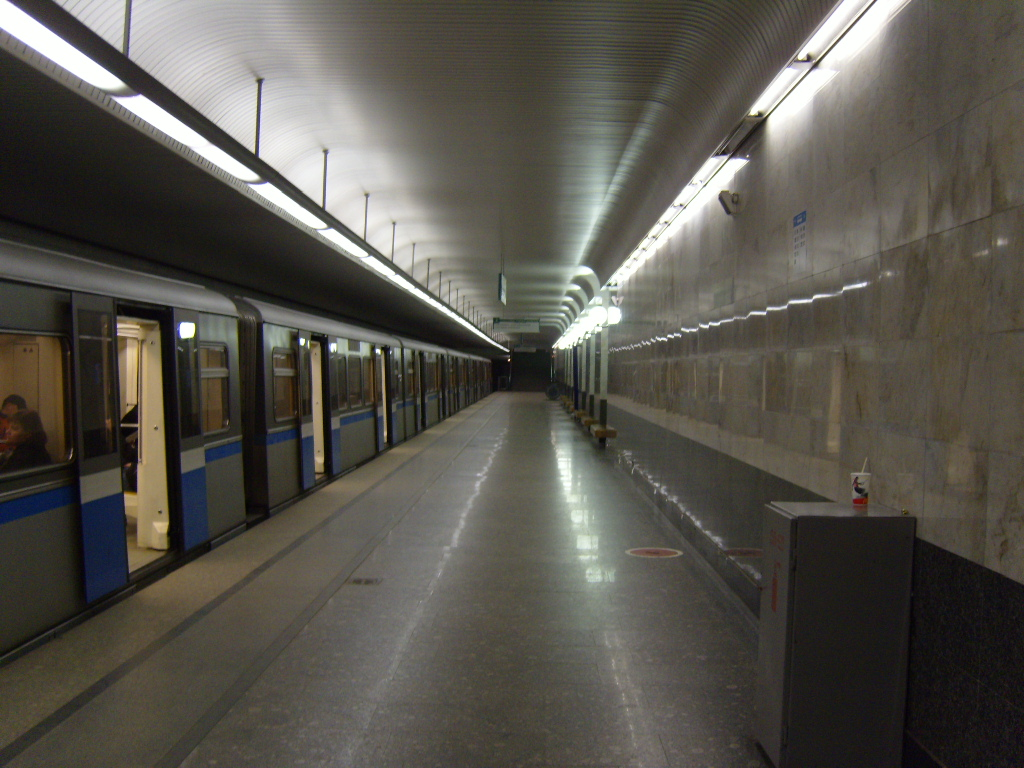
Stacja Ulica Starokaczałowskaja
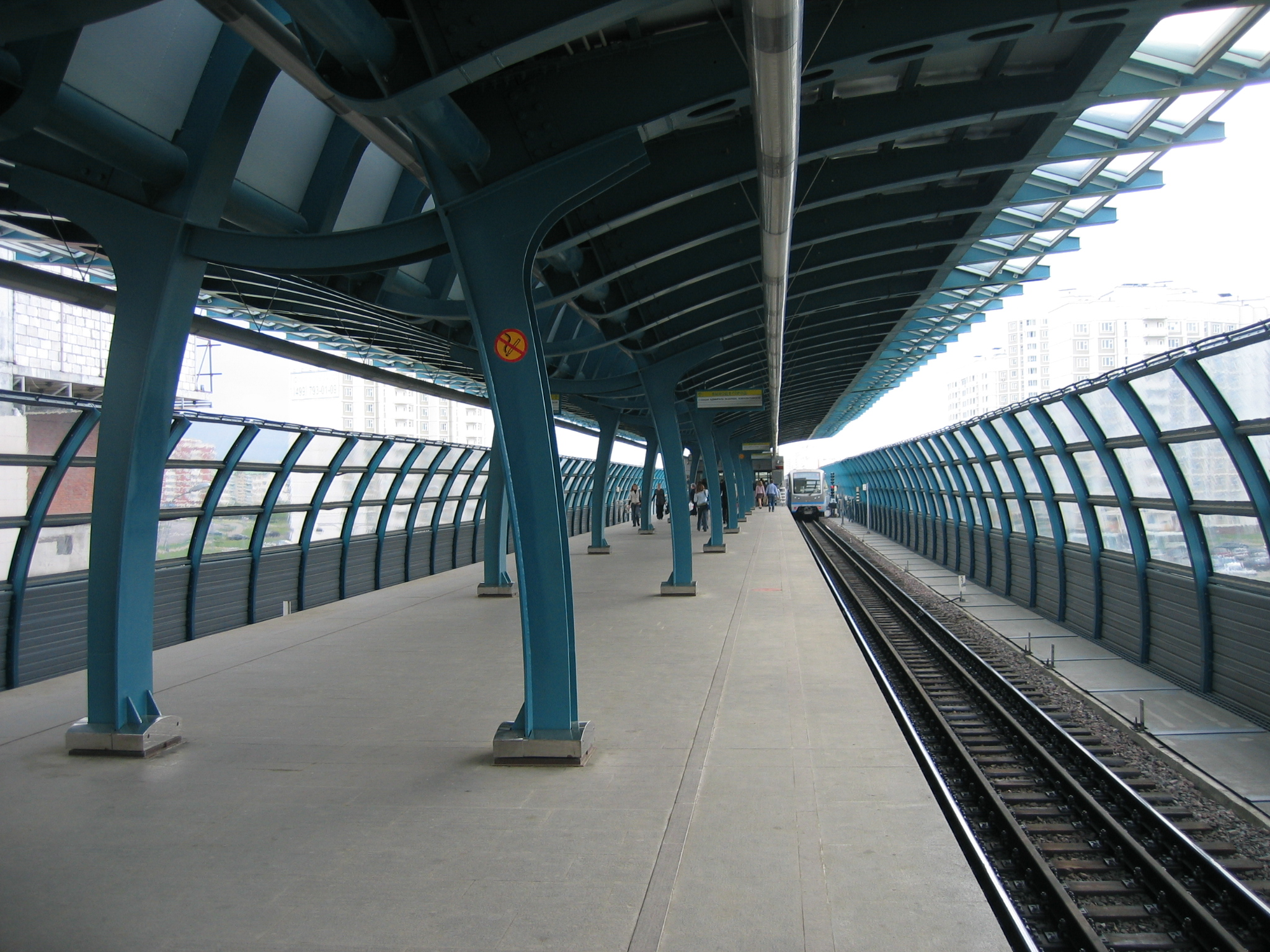
Stacja Bulwar Admirała Uszakowa
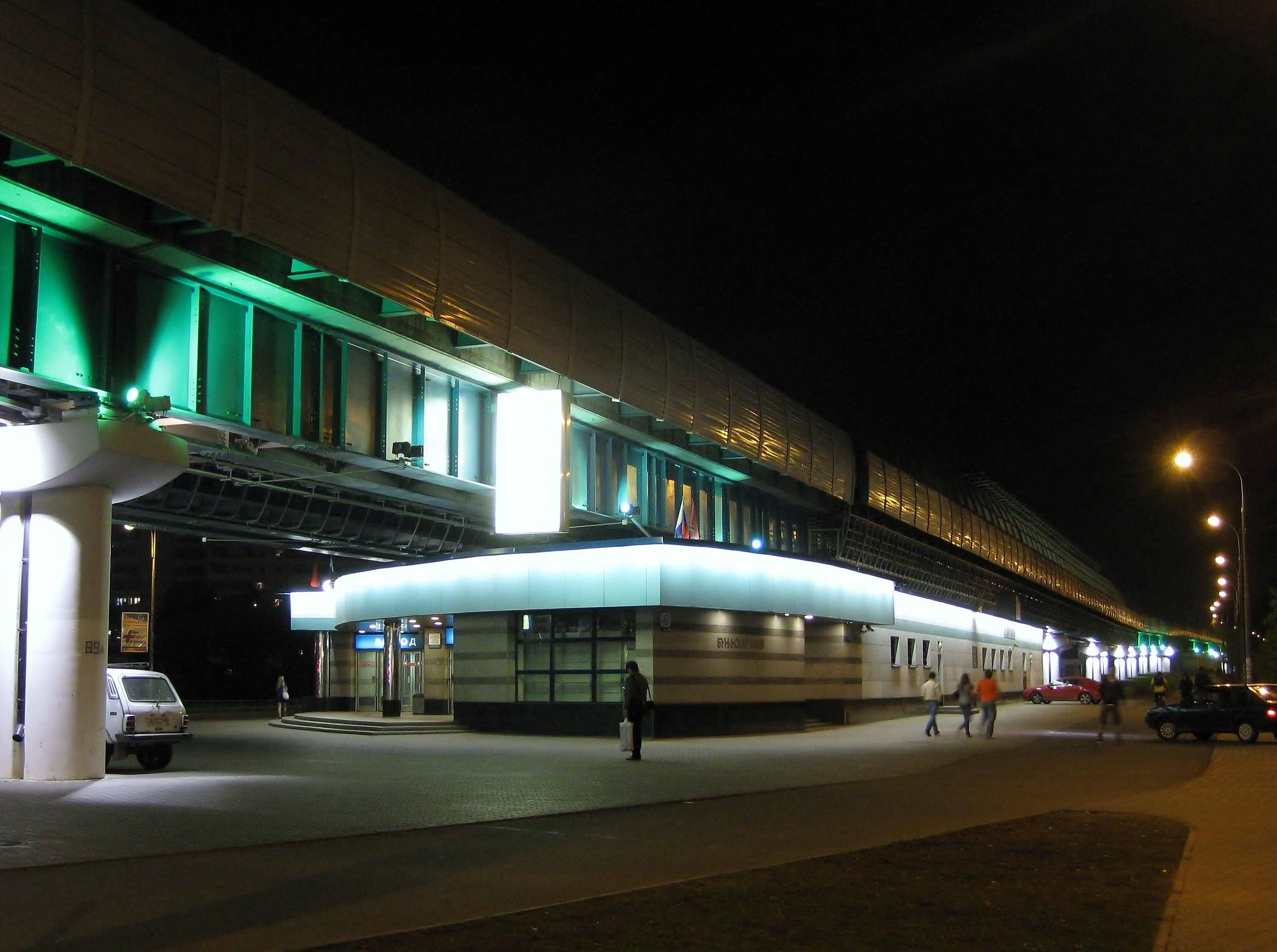
Stacja Buninskaja Alleja